# Heilige Pelgrimage en de Reis van Jeruzalem

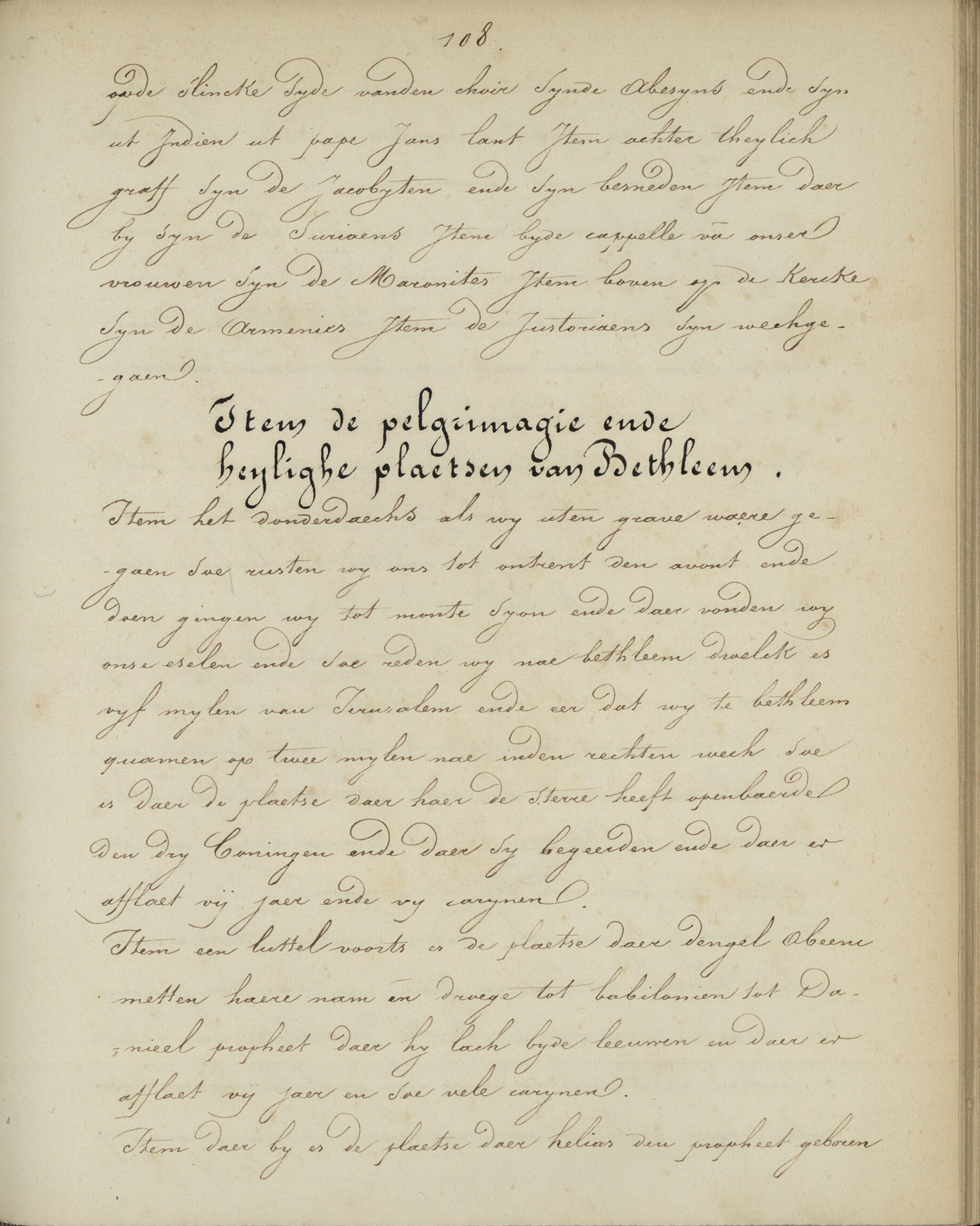
Fragment uit het manuscript "Heilige Pelgrimage en de Reis van Jeruzalem". Kopie naar het origineel van Jan van Berchem, gemaakt in de 19de eeuw.

Heilige Pelgrimage en de Reis van Jeruzalem is een vijftiende-eeuws reisverslag, geschreven door een zekere Jan van Berchem.
Op het einde van de vijftiende eeuw (ca. 1494) trok Jan van Berchem uit Broechem op pelgrimstocht naar het Heilige Land. Daarbij tekende hij over zijn avonturen een zeer levendig verslag op. Dat verslag bevat tal van beschrijvingen en observaties, maar ook simpele opsommingen van kerken, heiligen, relieken en aflaten. Daarom wordt de tekst ook af en toe gebruikt als bron voor publicaties van de historisch-anekdotische aard van pelgrimsreizen.

## Inhoud
Over Jan van Berchem zelf is niet veel geweten. Wat wel gekend is, is dat hij door Filips de Schone benoemd werd tot schout van Zandhoven en in 1516 benoemt Karel V hem tot schout van Turnhout. In 1517 mag hij hem vergezellen naar Spanje.
Jan van Berchem beschrijft in zijn reisverslag enkele belangrijke plaatsen. Binnen het tijdsbestek van een jaar, brengen zijn omzwervingen hem in het Heilige Land, Rome, Venetië, Jeruzalem, het Katharinaklooster aan de voet van de Sinaïberg, Caïro, Alexandrië, Rhodos, Dubrovnik, Bari, Monte Sant' Angelo, Napels, Milaan en Genève. Ook volgde hij een stuk van de pelgrimsroute naar Santiago de Compostella. Het reisverslag van Jan van Berchem is uniek omdat hij zoveel belangrijke plaatsen - waaronder enkele prestigieuze bestemmingen - bezoekt.

## Overlevering
Het reisverslag van Jan van Berchem is onvolledig. Na zijn tweede passage door Venetië begint hij aan een nieuw hoofdstuk van zijn relaas. Op de volgende pagina's kan men zijn tocht nog slechts nalopen tot Béziers, enkele kilometers voorbij Montepellier. Het ontbreken van dit laatste deel van het drieluik heeft er waarschijnlijk voor gezorgd dat deze tekst niet altijd de aandacht heeft gekregen die hij eigenlijk verdient. Het zou namelijk het enige Middelnederlandse reisverslag zijn over een pelgrimage naar Santiago de Compostella.
Het verslag is geschreven op basis van itineraria (middeleeuwse routeplanners), notities en beschrijvingen van bedevaartsoorden. Van het oorspronkelijke handschrift heeft men rond het midden van de negentiende eeuw een kopie gemaakt. Deze wordt bewaard in de Universiteitsbibliotheek Gent (Hs. Gent, UB, 1309). De staat van het originele handschrift is onbekend.